# Bowser's Fury
Bowser's Fury, lançado no Japão sob o título Fury World (フューリーワールド, Fyūrī Wārudo), é um jogo eletrônico de plataforma desenvolvido pela Nintendo Entertainment Planning & Development e publicado pela Nintendo. Foi incluído no lançamento para Nintendo Switch de Super Mario 3D World (2013), lançado em 12 de fevereiro de 2021. O jogador controla Mario através da Lake Lapcat, um mundo aberto tridimensional (3D) com tema de gato, para completar desafios e coletar "Cat Shines" para dissipar uma gosma preta que está infectando a terra e libertar Bowser (conhecido como Fury Bowser) de seu controle. Em intervalos irregulares, Bowser transforma o mundo em uma noite apocalíptica para fazer chover fogo em Mario e alterar o ambiente. Sua jogabilidade é baseada em 3D World. O lançamento do pacote foi relatado como o jogo mais vendido de fevereiro de 2021 nos Estados Unidos.

## Jogabilidade
Bowser's Fury é um jogo eletrônico de plataforma de mundo aberto no qual o jogador, como Mario, completa desafios, coletando "Cat Shines" para libertar a Lake Lapcat de uma gosma preta controlada por Bowser. Sua jogabilidade central é semelhante à do jogo de plataforma Super Mario 3D World de 2013, ao mesmo tempo que adota elementos introduzidos em Super Mario Odyssey.
A Eurogamer notou a influência de Super Mario Sunshine em Bowser's Fury, desde sua abordagem desconexa a novos conceitos até o uso do Bowser Jr., e dívida com os desafios de "Shadow Mario". A GameSpot descreveu o conceito de Bowser's Fury como tendo colocado elementos de Super Mario 3D World na estrutura de Super Mario Odyssey. Mario, o personagem do jogador, salta entre plataformas e obstáculos em um mundo tridimensional (3D). Cada área do mundo apresenta um novo toque de jogabilidade. Mario coleta power-ups de bodysuits que lhe concedem habilidades especiais, como o Fire Mario, Tanooki Mario, Boomerang Mario e Cat Mario. Em cada área de Bowser's Fury, Mario coleta Cat Shines completando desafios com menos de dez minutos de duração, como atravessar plataformas ou coletar fragmentos de um Shine. Existem cem Shines para coletar no jogo, e cada área independente tem cinco, exibidas em um farol. Depois de coletar um Shine, o jogo reconfigura o ambiente da área para configurar o próximo desafio do Shine. À medida que o jogador progride no jogo, mais áreas são abertas. Mario monta o dinossauro Plessie para navegar entre cada área de ilha do arquipélago e alcançar os desafios de Shine nas águas de água, fora das áreas da ilha. Ao contrário de outros jogos do Mario, todas as áreas de Bowser's Fury são acessíveis abertamente sem telas de carregamento ou limites, em oposição ao uso de um overworld tradicional onde conectava as fases. Também ao contrário de Super Mario 3D World, o jogador possui controle total da câmera em Bowser's Fury, e não está restrito a um número de "vidas" — em vez disso, quando Mario morre, o jogador perde cinquenta moedas de seu contador, o que é redefinido a cada cem moedas devido à concessão de um power-up a Mario.
A cada poucos minutos, a fúria de Bowser transforma o mundo em uma noite apocalíptica, fazendo chover fogo perto do jogador. O evento de fúria, ao estilo Godzilla, pode interromper a atividade do jogador a cada poucos minutos, mas também oferece novas oportunidades de jogo, como novas plataformas no céu e a capacidade de atrair o sopro de fogo de Bowser para destruir obstáculos indestrutíveis. O jogador pode acabar com a tempestade coletando um Shine, ativando um farol para acabar com a escuridão. Alternativamente, o jogador pode esperar o evento ou, com Shines suficientes, optar por confrontar Bowser diretamente em uma batalha de kaiju em uma escala reduzida da Lake Lapcat. Após a fúria, Bowser retorna à gosma e lentamente começa a subir, indicando o momento do próximo evento de fúria, pois o evento não ocorre em um intervalo previsível. Mario é acompanhado por Bowser Jr., a quem o jogador pode direcionar para interagir com as marcações da parede e, opcionalmente, pode ser configurado para ajudar o jogador a atacar inimigos e coletar moedas. Alternativamente, um segundo jogador pode controlar Bowser Jr., com o mesmo conjunto de habilidades limitadas. Bowser Jr. também armazena power-ups para que o jogador possa alternar entre as habilidades do item conforme necessário.
O jogo básico dura cerca de quatro horas para um jogador médio, com quatro horas adicionais de jogo para jogadores interessados em completar todos os colecionáveis. Visualmente, o jogo exibe uma taxa de quadros reduzida quando jogado no modo portátil, com quedas na taxa de quadros durante a ação caótica na tela.

## Recepção
Super Mario 3D World + Bowser's Fury foi o jogo mais vendido de fevereiro de 2021 nos Estados Unidos, antes mesmo de contar as vendas digitais da Nintendo, que não foram relatadas.
Os revisores notaram a natureza "experimental" do jogo, tanto em sua abordagem inventiva ao primeiro mundo totalmente aberto da série, prevendo futuros jogos do Mario e sua falta de polimento técnico em relação aos padrões da série, exemplificado por suas perceptíveis quedas na taxa de quadros e ideias não aperfeiçoadas. A incursão do jogo em um mundo totalmente aberto desafiou a tradição de Mario de "rotas de obstáculos meticulosamente projetadas", escreveu a Polygon, e em vez disso apresentada como uma sala improvisada "cheia de distrações coloridas, confusas e calorosas". Na parte técnica, a queda na taxa de quadros do jogo fez com que o revisor da Kotaku desejasse um hardware mais poderoso.
Alguns revisores ficaram irritados com as interrupções frequentes do evento "Fúria" do jogo, especialmente no final do jogo, mas outros sentiram uma descarga de adrenalina com o desafio e a imprevisibilidade adicionais do evento. Depois de algumas horas, a Ars Technica achou que o jogo era repetitivo e esparso, retornando às mesmas áreas para alguns desafios com apenas pequenas novidades. A GameSpot também reconheceu uma série de desafios repetidos sem inspiração, exacerbados pela invasão do evento "Fúria" enquanto persegue alguns dos Shines mais difíceis. A Polygon apreciou a visibilidade da contagem regressiva do evento fúria, comparada à cronômetros presentes em jogos anteriores.
Bowser's Fury foi indicado na categoria "Melhor Jogo para Família" no The Game Awards 2021.